# Rząd Ołeksija Honczaruka
Rząd Ołeksija Honczaruka – rząd Ukrainy funkcjonujący od 29 sierpnia 2019 do 4 marca 2020.
Gabinet powstał po wyborach parlamentarnych do Rady Najwyższej IX kadencji, które przeprowadzono 21 lipca 2019. W ich wyniku większość bezwzględną uzyskała partia Sługa Ludu, ugrupowanie nowego prezydenta Wołodymyra Zełenskiego. Parlament na swoim pierwszym posiedzeniu 29 sierpnia 2019 powołał Ołeksija Honczaruka na urząd premiera. Tego samego dnia zatwierdził również pełny skład nowego rządu. Gabinet zastąpił funkcjonujący od 2016 rząd Wołodymyra Hrojsmana.
17 stycznia 2020 premier się do dyspozycji prezydenta. Stało się to po ujawnieniu przez media nagrania, na którym osoba o głosie podobnym do premiera krytykowała wiedzę prezydenta na tematy ekonomiczne. Jeszcze tego samego dnia Wołodymyr Zełenski odmówił zaaprobowania jego dymisji. Kilka tygodni później Ołeksij Honczaruk formalnie złożył rezygnację. Zakończył urzędowanie 4 marca 2020, gdy Rada Najwyższa odwołała go ze stanowiska premiera. Tego samego dnia parlament zaaprobował skład nowego rządu Denysa Szmyhala.

## Skład gabinetu
| Funkcja                                                                                  | Imię i nazwisko                |
| ---------------------------------------------------------------------------------------- | ------------------------------ |
| Premier                                                                                  | Ołeksij Honczaruk              |
| Wicepremier ds. integracji z UE i NATO                                                   | Dmytro Kułeba                  |
| Wicepremier, minister transformacji cyfrowej                                             | Mychajło Fedorow               |
| Wicepremier, minister rozwoju społeczności lokalnych                                     | Denys Szmyhal (od lutego 2020) |
| Minister rozwoju gospodarczego, handlu i rolnictwa                                       | Tymofij Myłowanow              |
| Minister sprawiedliwości                                                                 | Denys Maluśka                  |
| Minister finansów                                                                        | Oksana Markarowa               |
| Minister energetyki i ochrony środowiska                                                 | Ołeksij Orżel                  |
| Minister infrastruktury                                                                  | Władysław Kryklij              |
| Minister rozwoju społeczności lokalnych                                                  | Alona Babak (do lutego 2020)   |
| Minister oświaty i nauki                                                                 | Hanna Nowosad                  |
| Minister zdrowia                                                                         | Zoriana Skałećka               |
| Minister kultury, młodzieży i sportu                                                     | Wołodymyr Borodianski          |
| Minister polityki społecznej                                                             | Julija Sokołowśka              |
| Minister spraw wewnętrznych                                                              | Arsen Awakow                   |
| Minister obrony                                                                          | Andrij Zahorodniuk             |
| Minister spraw zagranicznych                                                             | Wadym Prystajko                |
| Minister ds. weteranów, terytoriów czasowo okupowanych i osób przesiedlonych wewnętrznie | Oksana Kolada                  |
| Minister gabinetu ministrów                                                              | Dmytro Dubiłet                 |